# 最勝院 (川口市)

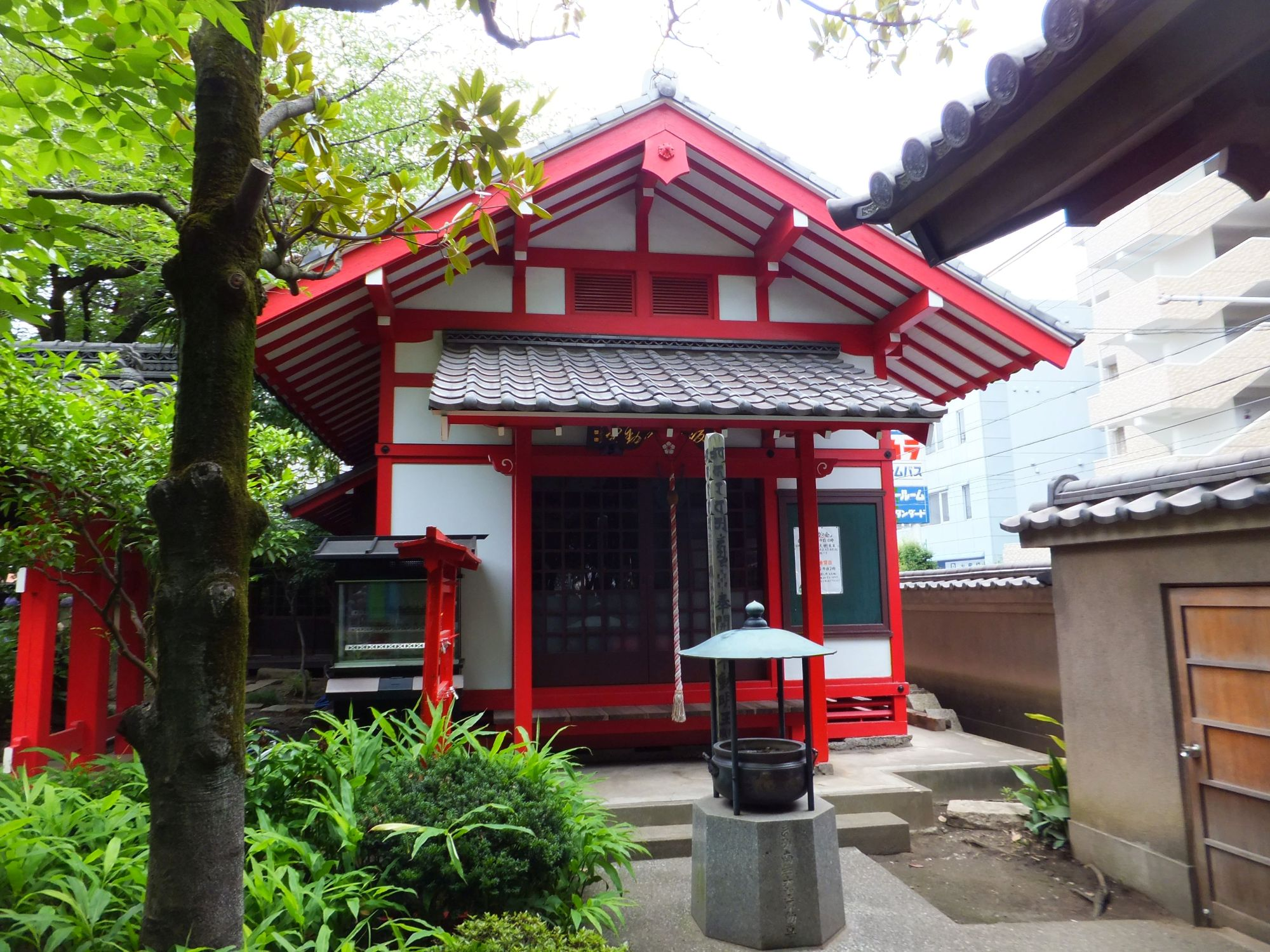
飯塚不動堂

最勝院（さいしょういん）は、埼玉県川口市にある真言宗智山派の寺院。

## 歴史
1516年（永正13年）、宥光法師によって開山された。ただ、1289年（正応2年）に造立された板碑があるため、それ以前から何らかの仏閣が存在していた可能性がある。
この板碑は沙弥道教が建てたものであり、高さは165センチメートルある。川口市内で最も高い板碑である。

## 交通アクセス
- 川口駅より徒歩10分